# Fragmentologie
Die Fragmentologie ist die Untersuchung von erhaltenen Manuskriptfragmenten (Codices). Im Falle der europäischen Handschriften-Kulturen gibt es hauptsächlich Manuskripte aus dem Mittelalter und der Frühen Neuzeit. Ein Manuskriptfragment kann aus ganzen oder Teilen von Blättern zusammengesetzt sein, welche typischerweise aus Pergament bestehen und einmal zu einer Handschrift gehört haben. Ansammlungen eines Pergamentbuches, Codices oder Teile von einblättrigen Dokumenten bestimmen die Herkunft eines solchen Fragments. Häufig kommen sie in Buchbindungen vor, wo sie auf unterschiedliche Weisen verwendet wurden, wie zum Beispiel als Deckblatt oder Buchumschlag, Vorsatzpapier oder zur Verstärkung des Einbandes. Sie wurden zum Beispiel in Stücke geschnitten und auf die Innenseiten des Einbandes geklebt.
Die Fragmentologie hat sich zu einem sehr aktiven Teil der Mittelalterforschung entwickelt. Möglich wurde dies durch Bibliotheken, als Akteure im Feld der Kodikologie, die Fragmente von Einbänden, mit denen man sich bisher noch kaum beschäftigt hatte oder solchen, die überhaupt noch nicht erfasst wurden, anfingen zu katalogisieren, zu digitalisieren und zu untersuchen. Um die Forschung voranzutreiben, wurden außerdem eine Vielzahl von Projekten durchgeführt und Websites erstellt.
Die Fragmentologie hat einen transdisziplinären Charakter, der die Zusammenarbeit von Experten aus mehreren Fachbereichen erfordert. Zu diesen Bereichen zählen nicht nur Paläographie, Kodikologie und Diplomatik, sondern auch die Geschichte des Buchdrucks, die Kunstgeschichte, Musikwissenschaft und Geschichte sowie die Digital Humanities.

## Nutzung von Handschriftenfragmenten in Bucheinbänden
Bereits seit dem Mittelalter werden Blätter und Teile von Pergamentblättern in Einbänden von Handschriften verwendet. Mit dem Beginn der Zunahme an gedruckten Büchern, zum Ende des 15. Jahrhunderts, wurden auch Manuskriptfragmente vermehrt genutzt. Die Reformation sowie die Schließung von Klöstern führte dazu, dass viele katholische, religiöse und liturgische Manuskripte aufgehoben oder wertlos wurden, von denen einige Buchbinder Gebrauch machten. Jedoch gab es bei der Nutzung von Manuskriptfragmenten Fälle, in denen sie aus Bucheinbänden entfernt wurden. Grund dafür waren einerseits Neubindungen, andererseits geschah dies vor dem Hintergrund, dass diese Fragmente als bedeutend oder wertvoll angesehen wurden. Solche Entfernungen der Fragmente haben aber zur Folge, dass bedeutsamer Kontext und Beweise vernichtet werden. Dies wird auch von Wissenschaftlern kritisiert. Bei der Entfernung ist es deshalb eigentlich erforderlich, dass sie zusammen mit dem Buch aufbewahrt werden und ihr ursprünglicher Zusammenhang dokumentiert wird.

## Bedeutung von Fragmenten für die Forschung
Manuskriptfragmente können eine Vielzahl an nützlichen Hinweisen für Mediävisten, Bibliographen und Paläographen liefern. Darunter zählt:
- Die Erhaltung eines einzigartigen oder seltenen Textes (Werk)
- Die Erhaltung einer frühen oder signifikanten Schrift
- Der Nachweis darüber, wo ein Buch gebunden wurde: Da mittelalterliche Manuskripte in der Regel nicht weit von ihrem Entstehungsort entfernt waren, kann die Tatsache, dass ein Einband Fragmente eines Manuskriptes von einem bekannten Ort enthält, ein Hinweis dafür sein, dass sich das Buch dort oder im Umfeld befand[3]
- Hinweise zum Buchbinder: Die Tatsache, dass Fragmente desselben Manuskriptes in verschiedenen Bucheinbänden ausfindig gemacht werden, kann zu einer Verbindung der Einbände führen[4]
- Der Nachweis über das Eigentum oder über die Provenienz
- Die innere und äußere Struktur des Buchbindens

## Das „Zerteilen“ (Fragmentieren) von Manuskripten in der Neuzeit
Ab dem 19. Jahrhundert schnitten einzelne Händler oder Sammler ornamentierte Anfangsbuchstaben und Miniaturen aus illuminierten Manuskripten. Im 20. Jahrhundert fingen einige Buchhändler außerdem damit an, Blätter aus Manuskripten zu entfernen, um diese gewinnbringend in Form von einzelnen Seiten zu verkaufen. Dieses „Aufbrechen“ von Manuskripten wurde am häufigsten bei Stundenbüchern durchgeführt, die illuminierte Seiten, Vergoldungen und bemerkenswerte Dekorationen enthielten. Deshalb sind heute z. B. Zehntausende von Einzelblättern in mehreren hundert US-Sammlungen vorhanden. Diese Praxis setzt sich bis heute fort und viele einzelne Blätter aus Stundenbüchern und Antiphonalen sind bei eBay sowie bei Buch- und Handschriftenhändlern erhältlich. Wissenschaftler verurteilen diese Praxis, da sie der Meinung sind, dies würde die Evidenz des gesamten Manuskriptes ruinieren. Der berühmteste „Zerbrecher von Handschriften“ war Otto Ege. Er hat eine Vielzahl an vollständigen und fragmentarischen Manuskripten zerstückelt, um die Blätter anschließend einzeln oder in Zusammenstellungen verkaufen zu können.

## Digitale Fragmentologie
Mit der zuletzt sehr intensiven Erfassung, Beschreibung und Digitalisierung von Fragmenten in den Bibliotheken hat die Fragmentologie enorm an Aufschwung gewonnen. Katalogisate und Digitalisate stehen inzwischen in digitalen Inventaren oder zusammen mit den vollständigen Handschriften in den lokalen und allgemeinen Handschriftenportalen zur Verfügung.
Kodikologen beschäftigen sich daneben u. a. mit den Schäden, die Otto Eges angerichtet hat, sowie mit dem Verkauf von Manuskriptblättern. Sie versuchen die heutigen Standorte der Blätter einiger dieser Manuskripte zu lokalisieren. Um Bilder von diesen und anderen Manuskriptblättern in einer virtuellen Rekonstruktion der Originalmanuskripte zu sammeln, wurde mit der Durchführung einer Reihe von Online-Projekten angefangen, darunter vor allem „Fragmentarium“ mit Sitz in der Schweiz (Mediävistisches Institut der Universität Freiburg, Zentrum für Handschriftenforschung). Diese neuen Ansätze werden auch als „digitale Fragmentologie“ bezeichnet.

## = Einzelnachweise
1. ↑  Georg Duba, Christoph Flüeler: Fragments and Fragmentology. In: Fragmentology. Band 1, 2018, S. 1–5. Online unter: https://fragmentology.ms/article/view/4603
2. ↑  Nicholas Pickwoad: The Use of Fragments in Medieval Manuscripts in the Construction and Covering of Bindings on Printed Books. In: Interpreting and Collecting Fragments of Medieval Books. Proceedings of the Seminar in the History of the Book to 1500. Anderson-Lovelace & The Red Gull Press, Los Altos Hills (CA)/London 2000, S. 1–20, ISBN 0-9626372-7-0.
3. ↑  Farley Katz: Rare French "Cisiojanus" fragment identified in bookbinding through crowdsourcing project. In: Cultural Compass, Harry Ransom Center. (Online abrufbar: https://sites.utexas.edu/ransomcentermagazine/...) (Abgerufen am 9. Juni 2025)
4. ↑  Peter Kidd: Review: Fragments of Medieval Manuscripts Used as Pastedowns in Oxford Bindings, with a Survey of Oxford Binding c. 1515–1620. In: The Library. The Transactions of the Bibliographical Society. Band 7, Nr. 4, Dezember 2006, S. 459–461.
5. ↑  Lisa Fagin Davis: Manuscript Road Trip: The Promise of Digital Fragmentology. Blogbeitrag vom 13. Juli 2015. (Abgerufen am 16. Januar 2017)
6. ↑  Ben Mauk: Scattered Leaves. In: The New Yorker, 6. Januar 2014.
7. ↑  Micah Erwin: Archivist declares medieval manuscript fragment crowdsourcing project success. In: Cultural Compass, Harry Ransom Center. (Online abrufbar: https://sites.utexas.edu/ransomcentermagazine/...) (Abgerufen am 9. Juni 2025)